# Hansō Sōshitsu
Hanso Sōshitsu (Quioto, 19 de abril de 1923 – 14 de agosto de 2025) foi o chefe da família Urasenke. 

## Linhagem
Sen Sōshitsu é o presidente da escola Urasenke da cerimônia do chá japonês.
A primeira pessoa nesta linha da família Sen para usar o nome Sōshitsu era o filho mais novo de Sen Sōtan. Ele era um bisneto de Sen Rikyu.

## Morte
O Sen Genshitsu morreu após sofrer problemas respiratórios em 14 de agosto de 2025, aos 102 anos. Ele estava hospitalizado desde maio após uma queda.